# Афанасьевка (Приморский край)
Афана́сьевка — село в Кировском районе Приморского края. Входит в состав Руновского сельского поселения.

## География
Село Афанасьевка стоит на правом берегу правого притока реки Белая.
Село Афанасьевка расположено на автодороге, отходящей на юг от дороги местного значения автотрасса «Уссури» — Степановка. Расстояние до Руновки около 8 км, расстояние до районного центра посёлка Кировский (находится к северу по трассе «Уссури») около 28 км.

## Население
| 1926 | 2002 | 2005 | 2010 |
| ---- | ---- | ---- | ---- |
| 236  | ↘122 | ↘117 | ↘77  |

## Улицы
| - ул. Лесная, - ул. Луговая, | - ул. Первомайская, - ул. Рабочая. |

## Экономика
Жители занимаются сельским хозяйством.